# The BQE
The BQE è un album discografico di colonna sonora del musicista statunitense Sufjan Stevens, pubblicato nel 2009. Il disco fa da colonna sonora a un progetto omonimo dell'artista che comprende anche un film da lui diretto.

## Tracce
1. Prelude on the Esplanade – 2:56
2. Introductory Fanfare for the Hooper Heroes – 1:07
3. Movement I: In the Countenance of Kings – 5:19
4. Movement II: Sleeping Invader – 4:34
5. Interlude I: Dream Sequence in Subi Circumnavigation – 3:33
6. Movement III: Linear Tableau with Intersecting Surprise – 4:09
7. Movement IV: Traffic Shock – 3:24
8. Movement V: Self-Organizing Emergent Patterns – 3:45
9. Interlude II: Subi Power Waltz – 0:28
10. Interlude III: Invisible Accidents – 0:54
11. Movement VI: Isorhythmic Night Dance with Interchanges – 3:17
12. Movement VII (Finale): The Emperor of Centrifuge – 3:51
13. Postlude: Critical Mass – 2:59